# Station Frankenberg (Eder)
Station Frankenberg (Eder) is een spoorwegstation in de Duitse plaats Frankenberg. Het station werd in 1850 geopend.